# Zealoctenus
Zealoctenus cardronaensis es una especie de araña araneomorfa de la familia Miturgidae. Es el único miembro del género monotípico Zealoctenus. Es originaria de Nueva Zelanda.